# Социјална правда
Социјална правда је једнак и праведан однос између појединца и друштва. Она је мерена експлицитним и одређеним терминима који означавају расподелу богатства, шансе за личне активности и друштвене привилегије. У Западним, као и у старим Азијским културама, концепт друштвене правде је често означавао процес којим се обезбеђује испуњење друштвених улога појединаца како би добили оно што им је дугује друштво. У данашњим глобалним Грасрутс иницијативама за социјалну правду, нагласак је на укидању препрека за друштвене покретљивости, стварању мрежа сигурности и економске правде.
Социјална правда додељује права и обавезе установама друштва, што омогућава људима добијање основних предности и терета сарадње. Битне институције често укључују опорезивање, социјално осигурање, јавно здравље, државну школу, јавне услуге, радно право и регулисање тржишта, да би обезбедиле једнаку расподелу богатства и једнаке шансе.
Тумачења која доводе у везу правду са реципрочним односом према друштву су посредоване разликама у културним традицијама, од којих неке наглашавају одговорност појединца према друштву, а неке равнотежу између приступа моћи и њене одговорне употребе. Стога, социјална правда се данас јавља поновним тумачењем историјских фигура, као што су Bartolomé de las Casas, у филозофским дебатама о разликама између људских бића у циљу борби за пол, расне и друштвене једнакости, за заштиту правде за мигранте, затворенике, животну средину и физички и ментално заостале особе.
Иако се концепту социјалне правде може ући у траг кроз теологију Августина и филозофију Томаса Пејна, израз „социјална правда“ се почео експлицитно користити од 1840-их. Језуитском свештенику Луиђи Тапарелију се обично приписује ковање израза, и он се проширио током револуција 1848. године радовима Антонија Росмини-Сербатија. У касној индустријској револуцији, прогресивни Амерички ученици почели су чешће да користе тај израз, нарочито Луис Брандејс и Роско Паунд. Почетком 20. века такође је уграђен и у међународни закон и институције; увод за успостављање Међународне организације рада подсећа да „универзални и трајни мир може бити успостављен једино ако је заснован на социјалној правди.“ Касније у 20. веку, социјална правда је постала средиште филозофије друштвеног уговора, првобитно од стране Џона Ролса у делу Теорија Правде (1971). 1993. године Бечка декларација и програм акције третира социјалну правду као покушај образовања о људским правима.

## Историја
Различити концепти правде, како је наведено у древној Западној филозофији, су обично фокусирани на заједницу.
- Платон Платон је написао у Држави да би идеално стање представљало да„ сваки члан заједнице мора бити додељен класи за коју сматра да му је најпогоднија.“[19] У чланку за Ј. Н. В. Универзитет, аутор Д. Р. Бандари каже: „Правда је за Платона, уједно, део људске врлине и веза, која спаја људе заједно у друштво. Исти је квалитет који чини добро и друштвено. Правда је одговорност и дужност душе, она је души оно што је здравље телу. Платон каже да правда није пука снага, већ је усклађена снага. Правда није право јачег, већ делотворна хармонија целине. Све моралне концепције се баве значајем целости, како индивидуалне тако и социјалне.“[20]
- Аристотел Аристотел је веровао да права постоје једино међу слободним људима, и да закон треба „прво да се бави питањима неједнаког односа према појединцима услед њиховог статуса, а тек онда односима једнакости“. Обазирући се на време када су ропство и потчињавање жена били уобичајени, древна схватања правде су одражавала ригидне класне системе који су превладавали. Са друге стране, за привилеговане групе, снажни концепти поштења и заједнице су постојали. Дистрибутивна правда, према Аристотелу, захтева да људима добра и имовина буду распоређена према заслузи.[21]
- Сократ Сократу (кроз Платонов дијалог Критон) је приписано развијање идеје друштвеног уговора, где људи морају да поштују правила друштва, и да прихвате терет тога јер су прихватили и погодности.[22] У току Средњег века, нарочито религиозни учењаци, попут Томе Аквинског наставили су расправу о прадви у разним контекстима, али на крају повезујући бити добар грађанин са служењем Богу. Након Ренесансе и Реформације, модерни концепт социјалне правде, као људски растући потенцијал, почиње да се појављује кроз радове низа аутора. Барух Спиноза у On the Improvement of the Understanding (1677) тврди да би једини прави циљ живота требало бити стицање „људског карактера знатно стабилнијег него (његовог) сопственог“, и достићи тај „врхунац савршенства.... Најбоље је да он дође, по могућству заједно са осталим појединцима, до претходно поменутог стања карактера.“[23] У току Просветитељства и као одговор Француској и Америчкој револуцији, Томас Пејн слично је написао у Правима човека (1792) да друштво треба дати „генију правичну и свеобухватну шансу“ и да „формирање владе мора бити такво да допринесе напретку...до те мере која се увек јавља у револуцијама.[24]

Прва модерна употреба термина „социјална правда“ је углавном приписивана католичким мислиоцима из 1840-их, укључујући Језуита Луиђи Тапарелија у Civiltà Cattolica, засновано на делу св. Томе Аквинског. Он је тврдио да супростављене капиталистичке и социјалистичке теорије, базиране на субјективном декартовском размишљању, запостављају јединство друштва присутно у томистичкој метафизици пошто се ниједна није довољно бавила моралном филозофијом. Стварајући у 1861, утицајан британски филозоф и економиста, Џон Стјуарт Мил износи у Утилитаризму његово схватање да „Друштво треба поступати једнако добро према свима који то заслужују, односно, који су апсолутно заслужили једнако добро.“ То је најкомплетнији апстрактни стандард социјалне и дистрибутивне правде; према којем све институције, и напори свих врлих грађана би требало да се спроведу у циљу налажења заједничког решења.
Крајем 19. и почетком 20. века социјална правда постаје важна тема у америчкој политици и правној филозофији, нарочито у радовима Џона Дјуиа, Роскоа Паунда и Луиса Брандејса. Једна од главних ставки на којој се радило је одлука из Лохнерове ере где је врховни суд САД оборио законе државне и федералне владе о социјалним и економским побољшањима, као што су осмочасовно радно време и право приступа трговачкој унији. Након Првог светског рата, оснивачки документ међународне организације рада преузео је исту терминологију представљену у уводу наводећи „мир се може постићи једино ако се заснива на социјалној правди“. Надаље, тема социјалне правде постала је саставни део правне и академске дебате. Крајем 20. века неки либерални и конзервативни мислиоци, посебно попут Фридриха фон Хајека одбијају овакав концепт наглашавајући да он нема никакво значење или да подразумева готово све. Ипак овај концепт успева да остане релевантан и утицајан, посебно услед заговарања од стране филозофа као што је Џон Ролс.

## Савремена теорија

### Филозофска становишта

#### Космолошке вредности
Рад Хантера Луиса на промовисању природне здравствене заштите и одрживе економије заступа очување као кључну премису у социјалној правди. Његов манифест о одрживости везује континуирану тежњу људског живота за реалним условима, животном околином која може да омогући такав живот, и доводи у везу неправду са штетним ефектима ненамерних последица људског деловања. Цитирајући класичне грчке филозофе, као што је Епикур, о благотетима потраге за срећом, Хантер такође цитира орнитолога, природњака и филозофа Александра Шкича у својој књизи „Основи морала” :
Заједничка особина, која обједињује деловања, која су најчешће забрањивана у моралним начелима цивилизованих народа, је та да, по самој њиховој природи, оне не могу бити истовремено свакодневне и трајне, због тежње да униште услове који их чине могућим..
Папа Бенедикт XVI наводи Тејара де Шардена у својој визији космоса као „живог организма” усвајајући схватање екологије, која укључује однос човечанства према другима, и то да загађење утиче не само на природни свет, већ и на међуљудске односе. Космичка хармонија, правда и мир су уско повезани:
 Уколико желиш да одржаваш мир, заштити стварање.

#### Џон Ролс
Политички филозоф Џон Ролс доноси своје закључке на утилитаристичким увидима Бентама и Мила, идејама друштвеног уговора Џона Лока и на основу идеја категоричког императива код Канта. Његов почетни принцип изнет је у књизи „Теорија правде“ који гласи да : „Свака особа поседује неповредивост која је утемељена на правди, коју чак ни добробит друштва као целине не може да превазиђе. Управо због тога правда пориче да је губитак слободе појединца оправдан уколико је за добробит коју ужива већина“.
Деонтолошка претпоставка се провлачи код Канта, кроз коју се уоквирује морална добробит правде у апсолутистичким условима. Његово становиште се засигурно променило у политичком либерализму, где се друштво посматра као „правичан систем сарадње кроз време, с једне генерације на следећу“.
Свако друштво се базира на социјалним, економским и политичким институцијама, било да су формалне или неформалне. Приликом тестирања колико добро ови елементи функционишу заједно, Ролс се базирао на кључном тесту који се односи на легитимитет теорије друштвеног уговора. Да би одредио да ли је неки одређени систем колективно примењивих друштвених договора легитиман, он је тврдио да се мора тражити пристанак од људи који су њему подвргнути, а не нужно као објективни појам правде који се базира на кохерентним идеолошким темељима. Евидентно је да не може сваки грађанин бити испитиван у анкети по којој се одређује његов или њен пристанак на сваки предлог који укључује одређени степен принуде, стога се мора претпоставити да је сваки грађанин разуман. Ролс је конструисао тврдњу за процес из две фазе да би одредио хипотетичку сагласност грађанина :
- Грађанин је сагласан да га у одређене сврхе представља особа X, и даље, X задржава право да буде повереник грађанина.
- X је сагласан да је принуда у одређеном друштвеном контексту легитимна. Грађанин је, стога, обавезан тиме јер је функција повереника да представља грађанина на овај начин.

Ово се односи на једну особу која представља малу групу људи (нпр. организатор друштвеног догађаја који поставља кодекс облачења), као и на Владе, који су неприкосновени повереници, који имају свако право да репрезентују грађане унутар својих граница за њихову добробит. Влада која не успе да обезбеди добробит за све своје грађане по принципима правде није легитимна. У циљу наглашавања генералног принципа, по коме се правда треба уздигнути од појединца, а не да буде диктирана законом Владе, Ролс тврди: „Постоји ... општа претпоставка против наметања законских и других рестрикција у владању, без довољног разлога. Али ова претпоставка не омогућује предност никаквој посебној слободи“. Ово је подршка некатегорисаним могућностима које сваки разумни грађанин у свим државама треба да поштује и да их се придржава – у извесној мери, листа коју Ролс предлаже усаглашена је са нормативима људских права који имају међународно признање и директну примену у неким државама где је грађанима потребан подстрек да делују на начин који ће поставити већи степен једнакости. Судећи по Ролсу, основна права које свако добро друштво треба да обезбеди су:
- Слобода мишљења;
- Слобода свести која се тиче свих друштвених веза на пољу религије, филозофије и морала;
- Политичка слобода (нпр. репрезентативне демократске институције, Слобода говора и медија, слободно окупљање);
- Право на удруживање;
- Право које је неопходно за слободу и интегритет индивидуе (претежно: слобода од ропства, слобода кретања и одређени степен слободе човека да бира своје занимање); и
- Права и слободе које омогућава закон.

#### Томас Поге
Аргументи Погеа се односе на норматив социјалне правде који ствара дефицит у људским правима. Он приписује одговорност онима који активно учествују у креирању или наметању институције друштва, пошто је поредак предвидив као оно што нарушава глобално сиромаштво и да је разумно избегавати га. Поге доводи у питање да ли социјалне институције имају негативну улогу – не наносити зло сиромашнима.
Поге говори о „институционалном космополитанизму“ и приписује одговорност за недостак људских права институционалним механизмима. Пример се може узети из ропства и мањинских странака. Мањинске странке не би требало да признају и подстичу ропство. Институционални поредак се може сматрати одговорним само за лишавање људских права које установљује и одобрава. Садашњи институционални поредак, каже он, систематски нарушава развојну економију омогућујући избегавање корпоративног пореза, спречава проток финансија, корупцију, трговину белим робљем и оружјем. Џошуа Коен оспорава његове тврдње које се базирају на чињеници да неке сиромашне земље напредују захваљујући садашњем институционалном поретку. Елизабет Кан доводи у питање тврдњу да неке од ових одговорности треба применити глобално.

#### Уједињене нације
Документ УН из 2006. године „Социјална правда широм света: Улога Уједињених нација“ наводи да „социјална правда мора бити потпуно схваћена као поштена и саосећајна расподела плодова економског развоја“.‍:16
Термин „социјална правда“ је у УН препознат као „замена за заштиту људских права и први пут се појавио у документима УН средином 60-их година. На иницијативу Совјетског Савеза, и уз подршку земаља у развоју, термин је искоришћен у Декларацији социјалног напретка и развоја, која је усвојена 1969. године“.‍:52
Тај документ говори да се „из очигледне глобалне перспективе, која је обликована по Одељку УН и Универзалној декларацији о људским правима, занемаривање тежње према социјалној правди на свим пољима преноси на де фацто прихватање будућности, осујећено насиљем, репресијом и хаосом“‍:6. Извештај доноси закључак да „социјална правда није могућа без јаког и кохерентног плана расподеле, који је заснован и имплементиран од стране јавних агенција“.‍:16
Исти документ приказује сажету историју: „Појам социјалне правде је релативно нов. Ни један од чувених филозофа - ни Платон, или Аристотел, Конфучије или Авероес, чак ни Русо или Кант – нису видели потребу да правду или њено повређивање посматрају са друштвеног аспекта. Концепт се најпре појављује у западњачкој мисли и политичком говору у повоју индустријске револуције и паралелном развоју социјалистичке доктрине. Издваја се као израз протеста против онога што се сматрало капиталистичком експлоатацијом радне снаге, и као фокус за развој корака који би побољшали услове за људе. Створен је као револуционарни слоган који је обухватао идеале напретка и братства. Пратећи револуције које су потресале Европу средином 1800. их година, социјална правда постаје ратни поклич прогресивним мислиоцима и политичким активистима... До средине 20. века концепт социјалне правде постаје средиште идеологије и програма практично свих политичких партија, окупљених око левице, као и централно оријентисаних партија широм света.‍:11–12

## Религијско становиште

### Хиндуизам
Садашња Џати хијерархија трпи промене из више разлога, укључујући и социјалну правду, иначе популарни став у демократској Индији. Промовисале су га фракције које се залажу за институционализацију. Разлике и велика неједнакост у друштвеном понашању понајвише код Џати касте, заједнице истог социјалног статуса окупљене око традиционалних вредности – довеле су до разних реформистичких покрета у Хиндуизму. Иако је законски одбачен, систем касте у пракси још увек има јак положај.

### Ислам
Куран садржи разне препоруке са елементима социјалне правде. На пример, један од Пет стубова Ислама је Закат, или давање милостиње. Милосрђе и помагање сиромашних – централне идеје социјалне правде – јесу и били су важан део муслиманске вере.
У муслиманској историји, исламистичка владавина је често била повезана са социјалном правдом. Успостављање социјалне правде је био главни мотивациони фактор побуне Абасиде против Умајада. Шиитско веровање је да ће се повратак Махдија огласити у „месијанском добу правде“ и да ће Махди, заједно са Исом (Исусом), окончати пјлачку, мучење, угњетавање и дискриминацију.
У Муслиманском братству, испуњење социјалне правде захтевало би обдацивање конзумеризма и комунизма. Братство жестоко подржава тезу о приватној својини, као и разлике у личном богатству, стеченом вредним радом. Међутим, Братство се држи тезе да Муслимани имају обавезу да помажу оне Муслимане којима је помоћ потребна. Закат (давање милостиње) није добровољно давање милостиње, већ је то првенствено право сиромашних на добијање помоћи од богатих. Због тога већина исламских влада поспешује закат кроз порезе.
Иако се закат највише остварује кроз новчане донације, Ислам је дубоко прожет начелима волонтеризма и друштвеног деловања. Подручја неке заједнице којима је потребна помоћ или донатори, морају бити у жижи интересовања Муслимана, пре него њена или његова лична или површна хтења. На пример, еколошко благостање планете (нпр. права животиња, глобално загревање, смањење природних ресурса); било да су локалне, националне или глобалне – све су то кампање у које се сваки Муслиман мора укључити. Многи Муслимани данас то практикују тако што воде рачуна о томе да произведу минимални отпад, дају у добротворне сврхе непотребне ствари, проводе време молећи се и медитирајући над добробитима природе, како би имали што присебнији приступ ономе што им природа доноси, и на крају, Алаху. Други аспекти друштва којима је неопходна помоћ и сигурност су мањинске групе : жене, људи друге расе, деца, старији, особе са физичким и психичким недостацима, животиње, итд.

### Јудаизам
У „Како излечити поломљени свет : Етика одговорности“, рабин Џонатан Сакс тврди да социјална правда има централно место у Јудаизму. Једна од најразличитијих и најизазовнијих идеја јудаизма је етика одговорности која се огледа у начелима симцха („радост“, „весеље“), тзедаках (верска обевеза давања милостиње и чињења филантропских дела), цхесед („дела доброте“), и тиккун олам („поправљање света“).

### Методизам
Од његовог оснивања, методизам је био хришћански покрет социјалне правде. Вођени Џоном Визлијем, методисти су постали лидери по многим питањима социјалне правде, укључујући и реформу затвора и аболиције. Сам Визли је први проповедао права робова, и прикупио је значајну подршку.
Данас, социјална правда има велику улогу у Уједињеној методистичкој цркви. „Књига дисциплине Уједињене методистичке цркве“ каже : „Сматрамо да је свака Влада одговорна за заштиту права људи на слободне и фер изборе, као и за слободу говора, вероисповести, окупљања, медијску комуникацију, као и за подношење жалби за обештећење без страха од одмазде; за право на приватност; за гарантовање права на адектватну храну, одећу, уточиште, образовање и здравствену заштиту“. Уједињена методистичка црква такође проповеда контролу популације као део свог учења. The United Methodist Church also teaches population control as part of its doctrine.

#### Католицизам
У католицизму, друштвена проповед садржи оне аспекте Римске католичке доктрине који се односе на питања која се тичу поштовања индивидуалног људског живота. Особина по којој се издваја католичко друштвено учење је његова брига о најсиромашнијим и најрањивијим члановима заједнице. Два од седам кључних питања „Католичке друштвене проповеди“ су веома важна за социјалну правду :
- Живот и достојанство људског бића : Основни принцип комплетног „Католичког социјалног учења“ је светиња људског живота и неприкосновеност достојанства сваке особе, од зачећа до природне смрти. Људски живот је вреднији од свих материјалних добара.
- Приоритет сиромашних и угрожених чланова заједнице : Католици верују у Исусову проповед да ће Бог Судњега дана питати сваку особу како је допринела сиромашнима: „Амин, кажем вам, за све што сте урадили за моју сиромашну браћу, урадили сте за мене“"[50]. Католичка црква верује да, кроз речи, молитве и дела, човек човек се солидарише и саосећа са сиромашнима. Морални тест сваког друштва је „начин на који се односи према најрањивијим члановима заједнице“. Сиромашни имају првенствено морално право на формирање савести нације. Људи се позивају да погледају како јавне одлуке утичу на сиромашне.[51]

Пре него што је предложена као католичко социјално учење, социјална правда се редовно помињала у историји католичке цркве :
- Папа Лав XIII, кога је подучавао Тапарели, објавио је 1891. године писмоРерум Новарум (о условима радничке класе, лит. „О новим стварима“), одбацујући и социјализам и капитализам, бранећи радничке синдикате и приватну својину. Његова је тврдња да друштво мора бити базирано на сарадњи и без класних конфликата итакмичења. У том документу, Лав шаље одговор католичке цркве на друштвену нестабилност и радничке сукобе, који су настали с почетка индустријализације, и довели до појаве социјализма. Папа заступа тезу да је улога државе да промовише социјалну правду кроз заштиту права, док је улога Цркве да говори о социјалним питањима, са циљем да проповеда исправне друштвене принципе и осигура класно благостање.
- Писмо Quadragesimo anno (О реконструкцији социјалног поретка, дословно „ у четрдесетој години“) из 1931. године, Папа Пије XI промовише линију сиромаштва, субсидијарност, и заступа тезу да је социјална правда лична врлина, као и атрибут социјалног поретка, тврдећи да друштво може бити правично само ако су појединац и институције правични.
- Папа Јован Павле II додао је доста тога збирци католичке социјалне проповеди, допишући три писма која се односе на питања економије, политике, геополитичке ситуације, власништва производних добара, приватне својине и друштвеног залога, и приватне својине. Писма Laborem exercens, Sollicitudo rei socialis иCentesimus annus су само мали део његовог доприноса католичком социјалном учењу. Папа Јован Павле II је био жестоки заступник правде и људских права, и снажно је говорио у име сиромашних. Он је апострофирао питања као што су проблеми које може створити технологија ако се злоупотребљава, и признавао страх да глобални „прогрес“, није истински прогрес, ако не доприноси вредности људског бића. У писмуCentesimus annus расправља о приватној својини, тржишту и вредном раду, где је кључна ствар ублажавање патње сиромашних и омогућавање живота који подржава апсолутно остварење људског бића.
- Писмо папе Бенедикта XVI Deus caritas est („Бог је љубав“) из 2006. године тврди да је правда одлучујући интерес државе, као и централни интерес политике, а не црква, чије је средиште друштвеног интереса милосрђе. Писмо каже да лаици имају одређену одговорност да траже социјалну правду у цивилном друштву, и да би активна улога цркве била да их упути у расправу, користећи разум и природни закон, као и омогућавање моралног и духовног развоја за оне који су укључени у политику.
- Званична доктрина католичке цркве о социјалној правди може се проучити у књизи Кратки садржај социјалног учења цркве, која је објављена 2004. године и допуњена 2006. године од стране Папског савета Иуститиа у Паџу.

Катехизам (1928—1948) садржи више детаља о погледима Цркве о социјалној правди.

## Критике
Већина аутора критикује идеју по којој постоји објективни стандард социјалне правде. Морални релативисти поричу да генерално постоји било која врста објективног стандарда правде. Некогнитивисти, морални скептици, морални нихилисти, и већина логичких позитивиста поричу епистемолошку могућност објективног схватања правде. Реализам (међународни односи)Политички реалисти верују да било који идеал социјалне правде на крају бива само пуко оправдање заstatus quo . 
Већина других људи прихвата основне принципе социјалне правде, као што је идеја да сва људска бића имају основни ниво вредности, али нису сагласни са закључцима који из елаборације могу или не могу да се донесу. Један је пример Х. Г. Велса да сви људи „имају једнако право на поштовање својих ближњих“.
С друге стране, неки учењаци одбацују идеју социјалне правде као бесмислену, религиозну, контрадикторну и идеолошку, верујући да је поимање било ког степена социјалне правде неизводљиво, и да ће покушај да се то уради уништити сву слободу. Можда највеће одбацивање начела социјалне правде долази од Фридриха Хајека, из Аустријске школе економије :
{{quote Не постоји тест који нам може открити шта је „друштвено неправедно“, јер не постоји субјект на коме се та неправда може извршити, и не постоје правила прописног понашања где би тржишни поредак осигурао појединцима и групама положај као што (који се разликује од процедуре која га одређује) се нама чини да јесте. Социјална правда не припада категорији грешке, већ бесмислице, попут термина „морални камен“|.}}
Бен О’Нил са универзитета Новог Јужног Велса расправља о „предлагачима социјалне правде“ :
 Појам „права“ је само пуки назив права, који наговештава полагање права на свако могуће жељено добро, без обзира да ли је важно или тривијално, апстрактно или опипљиво, скорашње или древно. То је само навођење жеље, и изражавање намере да се језиком права оствари поменута жеља. Тачније, откада програм социјалне правде неизбежно подразумева захтев владе да обезбеђује добра, која се плаћају радом других људи, термин се тачније односи на намеру да се користи сила да би се жеље појединаца оствариле. Не да се заслужи жељена роба здравим размишљањем и деловањем, производњом и добровољном разменом, већ да се на силу одузме роба од оних који их могу снабдети!
Јануш Корвин Мике тврди да „Или социјална правда има исто значење као и правда – или нема. Ако је тако, зашто бисмо додавали термин „социјална“? Губимо време, уништавамо дрвеће да бисмо на њему штампали ту реч. Ако није тако, уколико се „социјална правда“ разликује од „правде“ – онда је „нешто различито од правде“ дефиниција „неправде“.
Социолог Карл Л. Бенкстон расправља о томе да секуларно, левичарско становиште социјалне правде захтева посматрање расподеле добара и ресурса, који се базирају на правима људи који су у неповољном положају, а не на самилости или националном интересу. Бенкстон подржава тезу да је секуларна верзија социјалне правде постала широко прихваћена због пораста економске потражње и моралног утицаја на покрете грађанских права.

## Покрети социјалне правде
Социјална правда је такође концепт коришћен у описивању покрета усмереног ка друштвено праведном свету, нпр. Global Justice Movement. У овом контексту, социјална правда је базирана на концептима људских права и једнакости, и може бити дефинисана као „начин на који су људска права одражена у свакодневном животу људи на сваком друштвеном нивоу“.
Неколицина покрета ради на остварењу социјалне правде у друштву. Ови покрети усмерени су ка реализацији света у коме су сви чланови друштва, без обзира на позадину и процедуралну правду, имају основна људска права и једнак приступ погодностима свог друштва.

### Теологија ослобођења
Теологија ослобођења је покрет у хришћанској теологији који преноси учења Исуса Христа у смислу ослобођења од неправедних економских, политичких, или друштвених услова. Описан је од стране заговарача као „ интерпретација хришћанске вере кроз патњу сиромашних, њихову борбу и надања, и критику друштва, католичку веру и хришћанство кроз очи сиромашних“, а од критичара као хришћанство изопачено од стране марксизма и комунизма.
Иако је теологија ослобођења прерасла у међународни и међуверски покрет, почела је као покрет унутар Католичке цркве у Латинској Америци 1950-1960-их. Изникла је углавном као морална реакција на сиромаштво узроковано социјалном неправдом у том региону. Истакла се 1970-их и 1980-их. Термин је исковао перуански свештеник, Густаво Гутјерез, који је написао једну од најпознатијих књига покрета, Теологија ослобођења (1971). Према Сари Клиб, „Марксу би то представљало проблем“ пише она,“ са присвајењем његовог рада у религијском контексту…не постоји шанса за измирењем Марксових схватања религије са Гутјерезовим, јер су супростављени. Упркос томе, у погледу њиховог разумевања неопходности једнаког и праведног света, и неизбежних препрека дуж таквог пута, њих двојица имају доста заједничког; и, нарочито у првом издању Теологије ослобођења, употреба марксистичке теорије је поприлично очигледна“.
Остали познати представници су Леонардо Боф из Бразила, Карлос Мугица из Аргентине, Јон Собрино из Ел Салвадора, и Хуан Луис Сегундо из Уругваја.

## Здравствена заштита
Социјална правда је недавно пронашла пут до поља биоетике. Дискусија укључује теме као што су приступачност здравственој заштити, посебно за домаћинства и породице са ниским приходом. Дискусија такође поставља питања као што су, да ли друштво треба да сноси цене здравствене заштите за породице са ниским приходом, или је глобално тржиште најбољи начин за расподелу здравствене заштите. Рут Фејден са Института за биоетику Џонс Хопкинс Берман и Медисон Пауерс са Универзитета Џорџтаун фокусирају своју анализу социјалне правде на то које неједнакости су од највећег значаја. Развили су теорију социјалне правде која одговара на неке од тих питања на конкретан начин.
Друштвене неједнакости се дешавају када постоје разлике у здравственом стању унутар популације људи које се могу спречити. Ове друштвене неправде се јављају у облику здравствених неједнакости када непожељна здравствена стања, као што су неухрањеност и инфективне болести, су више преовлађујућа у осиромашеним нацијама. Ова непожељна здравствена стања се обично могу спречити пружањем социјалних и економских структура као што су, основна здравствена заштита која омогућава читавој популацији једнак приступ здравственим установама, без обзира на ниво прихода, пол, образовање или било који други стратификујући фактор. Интегрисање социјалне правде са здрављем суштински одражава друштвене одреднице здравственог модела без умањивања значаја улоге био-медицинског модела.

## Образовање за људска права
Бечка декларација и програм акције потврђују да „Образовање за људска права треба да укључује мир, демократију, развој и социјалну правду, постављени као међународни и регионални инструменти људских права, како би постигли опште разумевање и свест са погледом ка јачању универзалне обавезе према људским правима.“

### Књиге
- Banai, Ayelet; Ronzoni, Miriam; Schemmel, Christian (2011). Social Justice, Global Dynamics: Theoretical and Empirical Perspectives. Florence: Taylor and Francis. ISBN 9780203819296.
- Atkinson, Anthony Barnes (1983). Social Justice and Public Policy. MIT Press. стр. 11. ISBN 978-0-262-01067-2.
- Gad Barzilai (2003). Communities and Law: Politics and Cultures of Legal Identities. University of Michigan Press. ISBN 978-0-472-11315-6.. analysis of justice for non-ruling communities
- Carver, Thomas Nixon (1915). Essays in Social Justice. Harvard University Press.
- C Quigley (1961). The Evolution Of Civilizations: An Introduction to Historical Analysis (2nd изд.). New York, Macmillan.. 1979
- P Corning (2011). The Fair Society: The Science of Human Nature and the Pursuit of Social Justice. Chicago UP.
- Powers, Madison; Faden, Ruth R. (2006). Social Justice: The Moral Foundations of Public Health and Health Policy. Oxford University Press. ISBN 978-0-19-518926-1.
- J Franklin (ур.). Life to the Full: Rights and Social Justice in Australia. (Connor Court 2007)
- FA Hayek (1973). Law, Legislation and Liberty.. vol II, ch 3
- G Kitching (2003). Seeking Social Justice through Globalization: Escaping a Nationalist Perspective.
- JS Mill (1863). Utilitarianism.
- Rawls, John (1971). A Theory of Justice. Harvard University Press.
- Rawls, John (1993). Political Liberalism. Columbia University Press.
- C Philomena, B Hoose and G Mannion, ур. (2007). Social Justice: Theological and Practical Explorations.
- A Swift, Political Philosophy (3rd edn 2013) ch 1
- Michael J. Thompson (2011). „The Limits of Liberalism: A Republican Theory of Social Justice”. International Journal of Ethics. 3.